# John Sinibaldi
John Sinibaldi (2 de outubro de 1913 — 10 de janeiro de 2006) foi um ciclista olímpico estadunidense. Representou sua nação nos Jogos Olímpicos de Verão de 1932 e Berlim 1936.